# Natation sportive aux championnats du monde de natation 2023
Navigation
Doha 2024 Édition suivante
Les 42 épreuves de natation sportive aux championnats du monde de natation 2023 ont lieu du 23 au 30 juillet 2023 à Fukuoka au Japon.

## Programme
- Q : séries qualificatives
- ½ : demi-finales
- F : finale
- M : Session du matin ; débute à 10h30, heure locale (UTC+09:00)
- S : Session du soir ; débute à 20h00, heure locale (UTC+09:00)

| Date →                 | Di 23 | Di 23 | Lu 24 | Lu 24 | Ma 25 | Ma 25 | Me 26 | Me 26 | Je 27 | Je 27 | Ve 28 | Ve 28 | Sa 29 | Sa 29 | Di 30 | Di 30 |
| ---------------------- | ----- | ----- | ----- | ----- | ----- | ----- | ----- | ----- | ----- | ----- | ----- | ----- | ----- | ----- | ----- | ----- |
| Épreuve ↓              | M     | S     | M     | S     | M     | S     | M     | S     | M     | S     | M     | S     | M     | S     | M     | S     |
| 50 m nage libre        |       |       |       |       |       |       |       |       |       |       | Q     | ½     |       | F     |       |       |
| 100 m nage libre       |       |       |       |       |       |       | Q     | ½     |       | F     |       |       |       |       |       |       |
| 200 m nage libre       |       |       | Q     | ½     |       | F     |       |       |       |       |       |       |       |       |       |       |
| 400 m nage libre       | Q     | F     |       |       |       |       |       |       |       |       |       |       |       |       |       |       |
| 800 m nage libre       |       |       |       |       | Q     |       |       | F     |       |       |       |       |       |       |       |       |
| 1 500 m nage libre     |       |       |       |       |       |       |       |       |       |       |       |       | Q     |       |       | F     |
| 50 m dos               |       |       |       |       |       |       |       |       |       |       |       |       | Q     | ½     |       | F     |
| 100 m dos              |       |       | Q     | ½     |       | F     |       |       |       |       |       |       |       |       |       |       |
| 200 m dos              |       |       |       |       |       |       |       |       | Q     | ½     |       | F     |       |       |       |       |
| 50 m brasse            |       |       |       |       | Q     | ½     |       | F     |       |       |       |       |       |       |       |       |
| 100 m brasse           | Q     | ½     |       | F     |       |       |       |       |       |       |       |       |       |       |       |       |
| 200 m brasse           |       |       |       |       |       |       |       |       | Q     | ½     |       | F     |       |       |       |       |
| 50 m papillon          | Q     | ½     |       | F     |       |       |       |       |       |       |       |       |       |       |       |       |
| 100 m papillon         |       |       |       |       |       |       |       |       |       |       | Q     | ½     |       | F     |       |       |
| 200 m papillon         |       |       |       |       | Q     | ½     |       | F     |       |       |       |       |       |       |       |       |
| 200 m quatre nages     |       |       |       |       |       |       | Q     | ½     |       | F     |       |       |       |       |       |       |
| 400 m quatre nages     | Q     | F     |       |       |       |       |       |       |       |       |       |       |       |       |       |       |
| 4 × 100 m nage libre   | Q     | F     |       |       |       |       |       |       |       |       |       |       |       |       |       |       |
| 4 × 200 m nage libre   |       |       |       |       |       |       |       |       |       |       | Q     | F     |       |       |       |       |
| 4 × 100 m quatre nages |       |       |       |       |       |       |       |       |       |       |       |       |       |       | Q     | F     |

| Date →                 | Di 23 | Di 23 | Lu 24 | Lu 24 | Ma 25 | Ma 25 | Me 26 | Me 26 | Je 27 | Je 27 | Ve 28 | Ve 28 | Sa 29 | Sa 29 | Di 30 | Di 30 |
| ---------------------- | ----- | ----- | ----- | ----- | ----- | ----- | ----- | ----- | ----- | ----- | ----- | ----- | ----- | ----- | ----- | ----- |
| Épreuve ↓              | M     | S     | M     | S     | M     | S     | M     | S     | M     | S     | M     | S     | M     | S     | M     | S     |
| 50 m nage libre        |       |       |       |       |       |       |       |       |       |       |       |       | Q     | ½     |       | F     |
| 100 m nage libre       |       |       |       |       |       |       |       |       | Q     | ½     |       | F     |       |       |       |       |
| 200 m nage libre       |       |       |       |       | Q     | ½     |       | F     |       |       |       |       |       |       |       |       |
| 400 m nage libre       | Q     | F     |       |       |       |       |       |       |       |       |       |       |       |       |       |       |
| 800 m nage libre       |       |       |       |       |       |       |       |       |       |       | Q     |       |       | F     |       |       |
| 1 500 m nage libre     |       |       | Q     |       |       | F     |       |       |       |       |       |       |       |       |       |       |
| 50 m dos               |       |       |       |       |       |       | Q     | ½     |       | F     |       |       |       |       |       |       |
| 100 m dos              |       |       | Q     | ½     |       | F     |       |       |       |       |       |       |       |       |       |       |
| 200 m dos              |       |       |       |       |       |       |       |       |       |       | Q     | ½     |       | F     |       |       |
| 50 m brasse            |       |       |       |       |       |       |       |       |       |       |       |       | Q     | ½     |       | F     |
| 100 m brasse           |       |       | Q     | ½     |       | F     |       |       |       |       |       |       |       |       |       |       |
| 200 m brasse           |       |       |       |       |       |       |       |       | Q     | ½     |       | F     |       |       |       |       |
| 50 m papillon          |       |       |       |       |       |       |       |       |       |       | Q     | ½     |       | F     |       |       |
| 100 m papillon         | Q     | ½     |       | F     |       |       |       |       |       |       |       |       |       |       |       |       |
| 200 m papillon         |       |       |       |       |       |       | Q     | ½     |       | F     |       |       |       |       |       |       |
| 200 m quatre nages     | Q     | ½     |       | F     |       |       |       |       |       |       |       |       |       |       |       |       |
| 400 m quatre nages     |       |       |       |       |       |       |       |       |       |       |       |       |       |       | Q     | F     |
| 4 × 100 m nage libre   | Q     | F     |       |       |       |       |       |       |       |       |       |       |       |       |       |       |
| 4 × 200 m nage libre   |       |       |       |       |       |       |       |       | Q     | F     |       |       |       |       |       |       |
| 4 × 100 m quatre nages |       |       |       |       |       |       |       |       |       |       |       |       |       |       | Q     | F     |

| Date →                 | Me 26 | Me 26 | Je 27 | Je 27 | Ve 28 | Ve 28 | Sa 29 | Sa 29 |
| ---------------------- | ----- | ----- | ----- | ----- | ----- | ----- | ----- | ----- |
| Épreuve ↓              | M     | S     | M     | S     | M     | S     | M     | S     |
| 4 × 100 m nage libre   |       |       |       |       |       |       | Q     | F     |
| 4 × 100 m quatre nages | Q     | F     |       |       |       |       |       |       |

## Podiums
Légende :

RM : record du monde   -   RMj : record du monde junior   -   RAf : record d'Afrique    -   RAm : record d'Amérique   -   RAs : record d'Asie   -   RE : record d'Europe   -   RO : record d'Océanie   -   RC : record des championnats   -   RN : record national

### Femmes
| Épreuves                                   | Or | Or               | Argent | Argent            | Bronze | Bronze            |
| ------------------------------------------ | --- | ---------------- | --- | ----------------- | --- | ----------------- |
| Nage libre                                 | |                  | |                   | |                   |
| 50 m résultats détaillés                   | Sarah Sjöström | 23 s 62          | Shayna Jack | 24 s 10           | Zhang Yufei                                                                                                | 24 s 15           |
| 100 m résultats détaillés                  | Mollie O'Callaghan | 52 s 16          | Siobhán Bernadette Haughey | 52 s 49           | Marrit Steenbergen                                                                                         | 52 s 71           |
| 200 m résultats détaillés                  | Mollie O'Callaghan | 1 min 52 s 85 RM | Ariarne Titmus | 1 min 53 s 01     | Summer McIntosh                                                                                            | 1 min 53 s 65 RMj |
| 400 m résultats détaillés                  | Ariarne Titmus | 3 min 55 s 38 RM | Katie Ledecky | 3 min 58 s 73     | Erika Fairweather                                                                                          | 3 min 59 s 59     |
| 800 m résultats détaillés                  | Katie Ledecky | 8 min 8 s 87     | Li Bingjie | 8 min 13 s 31 RAs | Ariarne Titmus                                                                                             | 8 min 13 s 49 RO  |
| 1 500 m résultats détaillés                | Katie Ledecky | 15 min 26 s 27   | Simona Quadarella | 15 min 43 s 31    | Li Bingjie                                                                                                 | 15 min 45 s 71    |
| Dos                                        | |                  | |                   | |                   |
| 50 m résultats détaillés                   | Kaylee McKeown | 27 s 08 RO       | Regan Smith | 27 s 11           | Lauren Cox                                                                                                 | 20 s 20           |
| 100 m résultats détaillés                  | Kaylee McKeown | 57 s 53 RC       | Regan Smith | 57 s 78           | Katharine Berkoff                                                                                          | 58 s 25           |
| 200 m résultats détaillés                  | Kaylee McKeown | 2 min 3 s 85     | Regan Smith | 2 min 4 s 94      | Peng Xuwei                                                                                                 | 2 min 6 s 74      |
| Brasse                                     | |                  | |                   | |                   |
| 50 m résultats détaillés                   | Rūta Meilutytė | 29 s 16 RM       | Lilly King | 29 s 94           | Benedetta Pilato                                                                                           | 30 s 04           |
| 100 m résultats détaillés                  | Rūta Meilutytė | 1 min 4 s 62     | Tatjana Schoenmaker | 1 min 5 s 84      | Lydia Jacoby                                                                                               | 1 min 5 s 94      |
| 200 m résultats détaillés                  | Tatjana Schoenmaker | 2 min 20 s 80    | Kate Douglass | 2 min 21 s 23     | Tes Schouten                                                                                               | 2 min 21 s 63     |
| Papillon                                   | |                  | |                   | |                   |
| 50 m résultats détaillés                   | Sarah Sjöström | 24 s 77          | Zhang Yufei | 25 s 05 RAs       | Gretchen Walsh                                                                                             | 25 s 46           |
| 100 m résultats détaillés                  | Zhang Yufei | 56 s 12          | Margaret MacNeil | 56 s 45           | Torri Huske                                                                                                | 56 s 61           |
| 200 m résultats détaillés                  | Summer McIntosh | 2 min 4 s 06 RMj | Elizabeth Dekkers | 2 min 5 s 46      | Regan Smith                                                                                                | 2 min 6 s 58      |
| Quatre nages                               | |                  | |                   | |                   |
| 200 m résultats détaillés                  | Kate Douglass | 2 min 7 s 17     | Alex Walsh | 2 min 7 s 97      | Yu Yiting                                                                                                  | 2 min 8 s 74      |
| 400 m résultats détaillés                  | Summer McIntosh | 4 min 27 s 11 RC | Katie Grimes | 4 min 31 s 41     | Jenna Forrester                                                                                            | 4 min 32 s 30     |
| Relais                                     | |                  | |                   | |                   |
| 4 × 100 m nage libre résultats détaillés   | Australie- Mollie O'Callaghan - Shayna Jack - Meg Harris - Emma McKeon - Brianna Throssell - Madison Wilson                             | 3 min 27 s 96 RM | États-Unis- Gretchen Walsh - Abbey Weitzeil - Olivia Smoliga - Kate Douglass - Torri Huske - Maxine Parker                    | 3 min 31 s 93     | Chine- Cheng Yujie - Yang Junxuan - Wu Qingfeng - Zhang Yufei - Ai Yanhan - Zhu Menghui                    | 3 min 32 s 40 RAs |
| 4 × 200 m nage libre résultats détaillés   | Australie- Mollie O'Callaghan - Shayna Jack - Brianna Throssell - Ariarne Titmus - Madison Wilson - Lani Pallister - Kiah Melverton     | 7 min 37 s 50 RM | États-Unis- Erin Gemmell - Katie Ledecky - Bella Sims - Alex Shackell - Leah Smith - Anna Peplowski                           | 7 min 41 s 38     | Chine- Li Bingjie - Li Jiaping - Ai Yanhan - Liu Yaxin - Yang Peiqi - Ge Chutong                           | 7 min 44 s 40     |
| 4 × 100 m quatre nages résultats détaillés | États-Unis- Regan Smith - Lilly King - Gretchen Walsh - Kate Douglass - Katharine Berkoff - Lydia Jacoby - Torri Huske - Abbey Weitzeil | 3 min 52 s 08    | Australie- Kaylee McKeown - Abbey Harkin - Emma McKeon - Mollie O'Callaghan - Madison Wilson - Brianna Throssell - Meg Harris | 3 min 53 s 37     | Canada- Kylie Masse - Sophie Angus - Margaret MacNeil - Summer McIntosh - Ingrid Wilm - Mary-Sophie Harvey | 3 min 54 s 12     |

## Tableau des médailles
- Pays organisateur (Japon)

| Rang  | Nation           | Or | Argent | Bronze | Total |
| ----- | ---------------- | -- | ------ | ------ | ----- |
| 1     | Australie        | 13 | 7      | 5      | 25    |
| 2     | États-Unis       | 7  | 20     | 11     | 38    |
| 3     | Chine            | 5  | 3      | 8      | 16    |
| 4     | France           | 4  | 0      | 2      | 6     |
| 5     | Grande-Bretagne  | 2  | 2      | 4      | 8     |
| 6     | Canada           | 2  | 2      | 2      | 6     |
| 7     | Tunisie          | 2  | 1      | 0      | 3     |
| 8     | Lituanie         | 2  | 0      | 0      | 2     |
| 8     | Suède            | 2  | 0      | 0      | 2     |
| 10    | Italie           | 1  | 4      | 1      | 6     |
| 11    | Afrique du Sud   | 1  | 1      | 0      | 2     |
| 12    | Hongrie          | 1  | 0      | 0      | 1     |
| 13    | Pays-Bas         | 0  | 1      | 2      | 3     |
| 14    | Hong Kong        | 0  | 1      | 0      | 1     |
| 14    | Pologne          | 0  | 1      | 0      | 1     |
| 14    | Portugal         | 0  | 1      | 0      | 1     |
| 17    | Japon            | 0  | 0      | 2      | 2     |
| 18    | Allemagne        | 0  | 0      | 1      | 1     |
| 18    | Corée du Sud     | 0  | 0      | 1      | 1     |
| 18    | Nouvelle-Zélande | 0  | 0      | 1      | 1     |
| 18    | Suisse           | 0  | 0      | 1      | 1     |
| Total | Total            | 42 | 44     | 41     | 127   |